# جونتا دي تراسلالوما
بلدية جونتا دي تراسلالوما (بالإسبانية: Junta de Traslaloma)‏, هي إحدى بلديات مقاطعة برغش, التي تقع في منطقة قشتالة وليون, والتي تقع في شمال غرب إسبانيا.
يبلغ عدد سكانها 188 نسمة وفقاً لإحصائية سنة (2002).